# Évidemment
Az Évidemment (magyarul: Nyilvánvalóan) a kanadai La Zarra dala, mellyel Franciaországot képviselte a 2023-as Eurovíziós Dalfesztiválon Liverpoolban.  A dal belső kiválasztás során nyerte el a dalversenyen való indulás jogát.

## Eurovíziós Dalfesztivál
2023. január 13-án a France Télévisions bejelentette, hogy az énekesnő képviseli Franciaországot az Eurovíziós Dalfesztiválon, mely azt jelenti, hogy 2020 után ismét nem rendeztek nemzeti válogatóműsort. A dalt a videoklippel együtt 2023. február 19-én mutatták be.
Mivel Franciaország tagja az automatikusan döntős „Öt Nagy” országának, ezért a dal az Eurovíziós Dalfesztiválon először a május 13-án rendezett döntőben versenyzett, de előtte az első elődöntő zsűris főpróbáján is előadták. A döntőben fellépési sorrendben hatodikként lépett fel, a Szerbiát képviselő Luke Black Samo mi se spava című dala után és a Ciprust képviselő Andrew Lambrou Break a Broken Heart című dala előtt. A zsűri szavazáson a tizenhatodik helyen végzett 54 ponttal, míg a nézői szavazáson a tizennegyedik helyen végzett 50 ponttal, így összesítésben 104 ponttal a verseny tizenhatodik helyezettje lett.
A következő francia induló Slimane Mon amour című dala volt a 2024-es Eurovíziós Dalfesztiválon.

### Kapott pontok
Döntő
| Zsűri | 54 |  |  |  | 3 |   |  | 5 |  |  |  | 7 | 1 |  |   |  |  | 7  |  |   |   | 4 |   |   |  |   | 6 | 5 |   | 10 |  |  |   |   |   | 6 |  |   |
| Nézők | 50 |  |  |  |   | 1 |  |   |  |  |  |   | 2 |  | 2 |  |  | 10 |  | 3 | 4 | 1 | 3 | 8 |  | 2 |   |   | 1 | 2  |  |  | 3 | 3 | 3 | 1 |  | 1 |

## Galéria

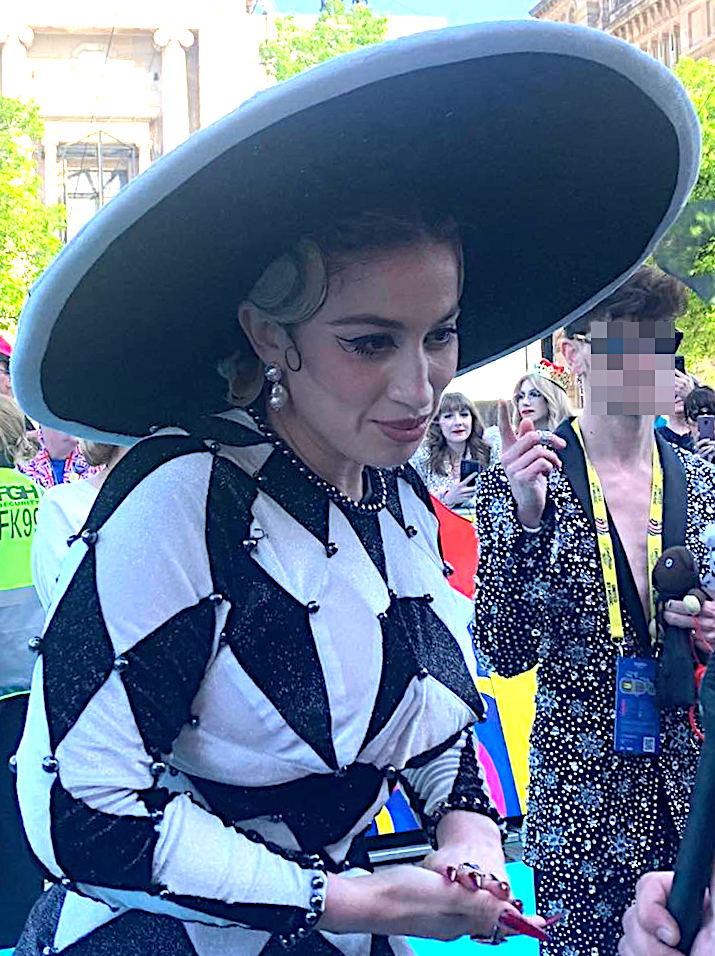
A megnyitóünnepségen
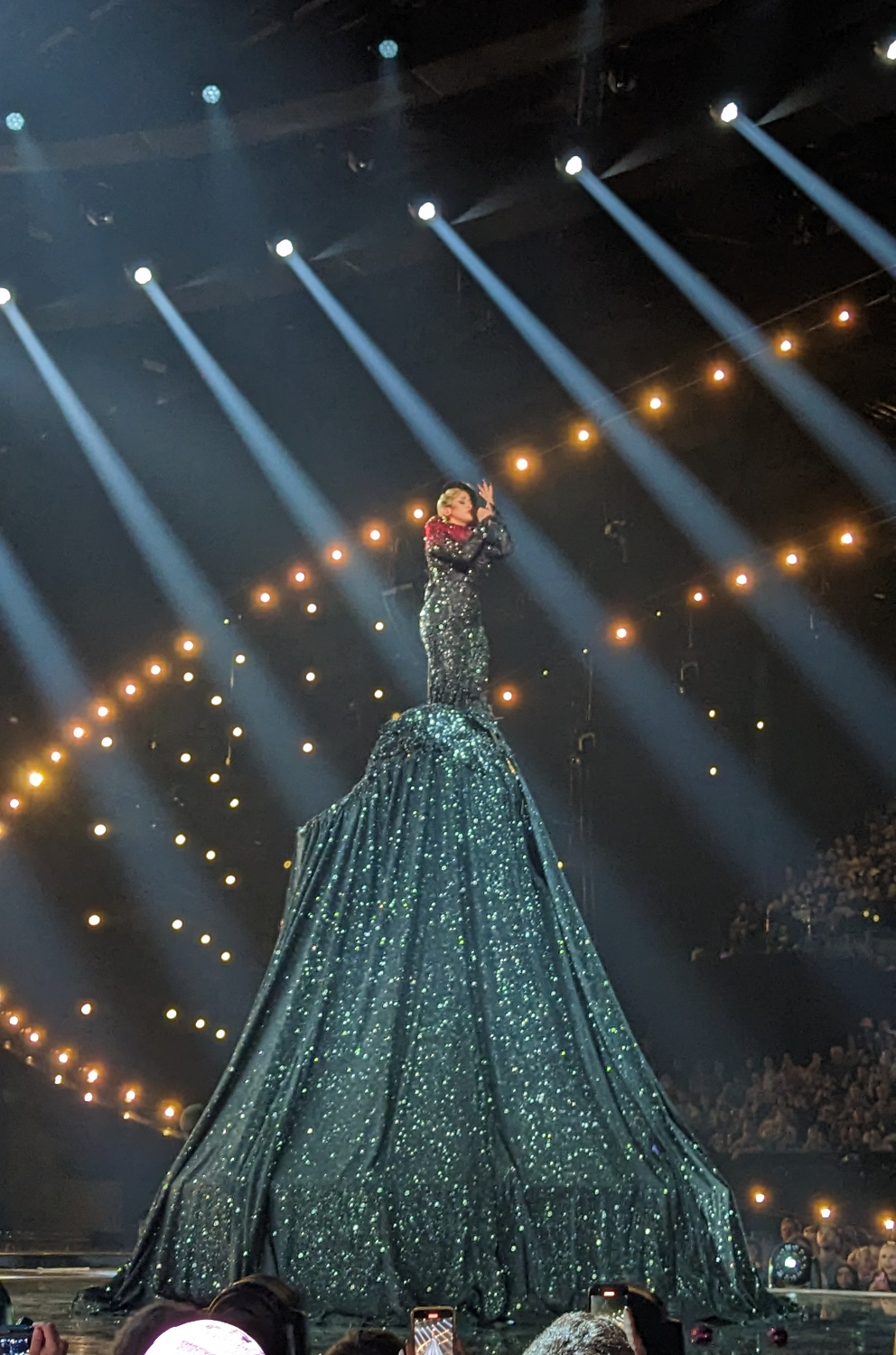
Az első elődöntő főpróbáján
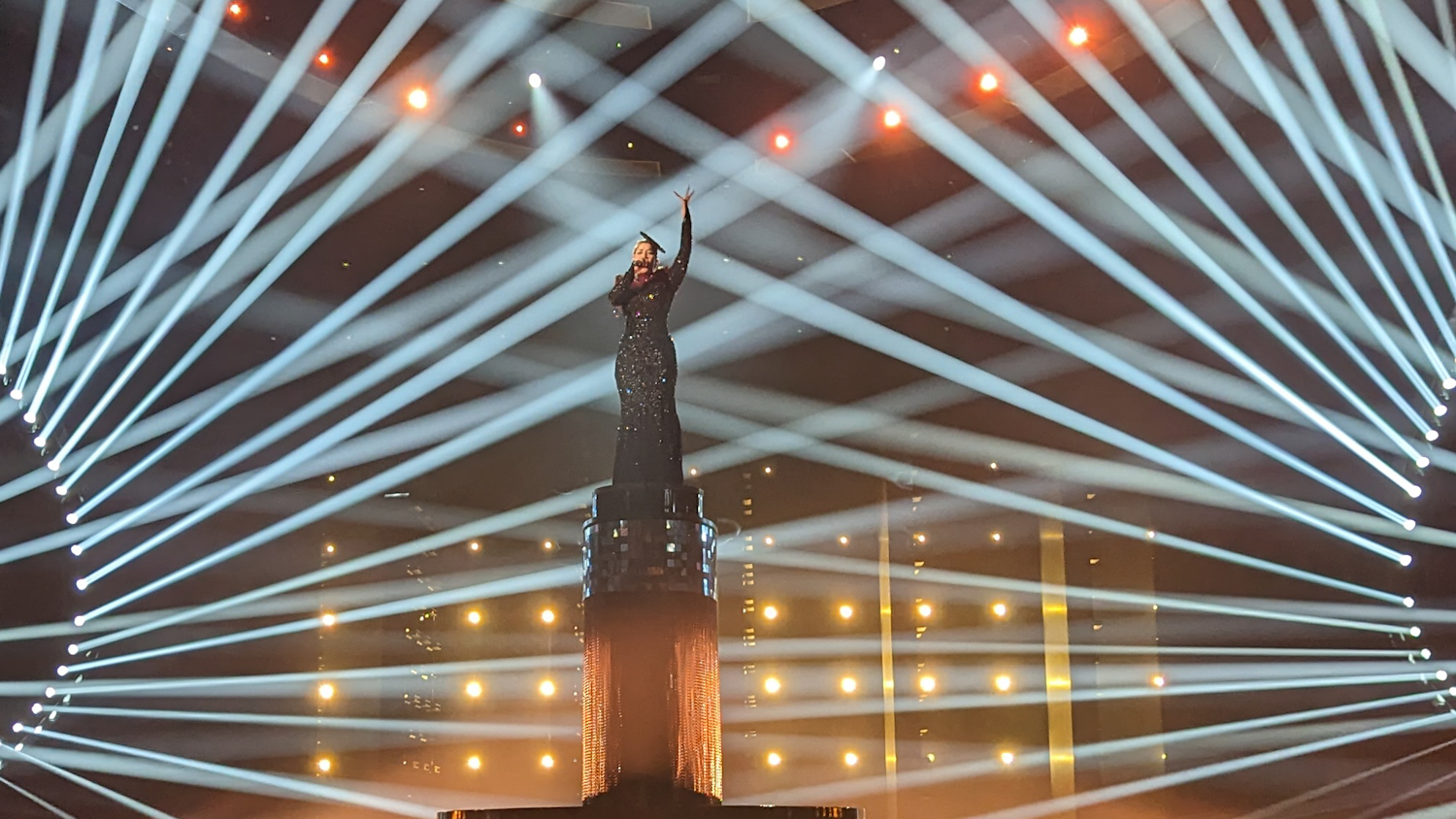
A döntőben